# Armadilloniscus ellipticus
Armadilloniscus ellipticus là một loài chân đều trong họ Detonidae. Loài này được Harger miêu tả khoa học năm 1878.